# OTX1
OTX1 (англ. Orthodenticle homeobox 1) – білок, який кодується однойменним геном, розташованим у людей на короткому плечі 2-ї хромосоми.  Довжина поліпептидного ланцюга білка становить 354 амінокислот, а молекулярна маса — 37 327.
| 10         |  | 20         |  | 30         |  | 40         |  | 50         |
| ---------- |  | ---------- |  | ---------- |  | ---------- |  | ---------- |
| MMSYLKQPPY |  | GMNGLGLAGP |  | AMDLLHPSVG |  | YPATPRKQRR |  | ERTTFTRSQL |
| DVLEALFAKT |  | RYPDIFMREE |  | VALKINLPES |  | RVQVWFKNRR |  | AKCRQQQQSG |
| SGTKSRPAKK |  | KSSPVRESSG |  | SESSGQFTPP |  | AVSSSASSSS |  | SASSSSANPA |
| AAAAAGLGGN |  | PVAAASSLST |  | PAASSIWSPA |  | SISPGSAPAS |  | VSVPEPLAAP |
| SNTSCMQRSV |  | AAGAATAAAS |  | YPMSYGQGGS |  | YGQGYPTPSS |  | SYFGGVDCSS |
| YLAPMHSHHH |  | PHQLSPMAPS |  | SMAGHHHHHP |  | HAHHPLSQSS |  | GHHHHHHHHH |
| HQGYGGSGLA |  | FNSADCLDYK |  | EPGAAAASSA |  | WKLNFNSPDC |  | LDYKDQASWR |
| FQVL       |  |            |  |            |  |            |  |            |

A: Аланін

C: Цистеїн

D: Аспарагінова кислота

E: Глутамінова кислота

F: Фенілаланін

G: Гліцин

H: Гістидин

I: Ізолейцин

K: Лізин

L: Лейцин

M: Метіонін

N: Аспарагін

P: Пролін

Q: Глутамін

R: Аргінін

S: Серин

T: Треонін

V: Валін

W: Триптофан

Кодований геном білок за функцією належить до білків розвитку. 
Білок має сайт для зв'язування з ДНК. 
Локалізований у ядрі.